# Placid ze Subiaca
Placidus, žijící v 6. století, byl benediktinský mnich, uctívaný dnes jako světec. Někdy se uvádí jako mučedník, martyrologium se však o tom, že by podstoupil mučednickou smrt, nezmiňuje.

## Život

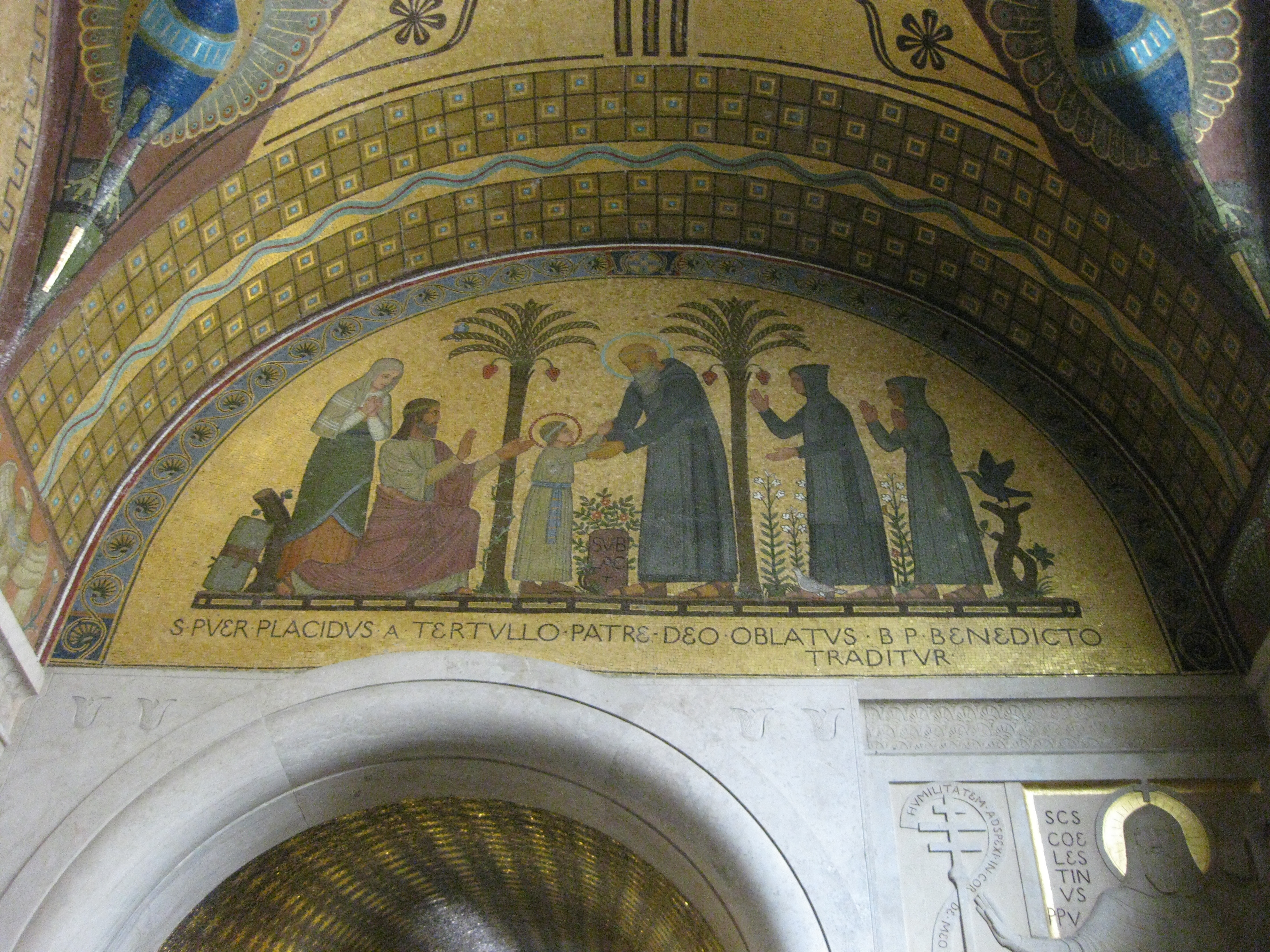
Přijetí Placida sv. Benediktem

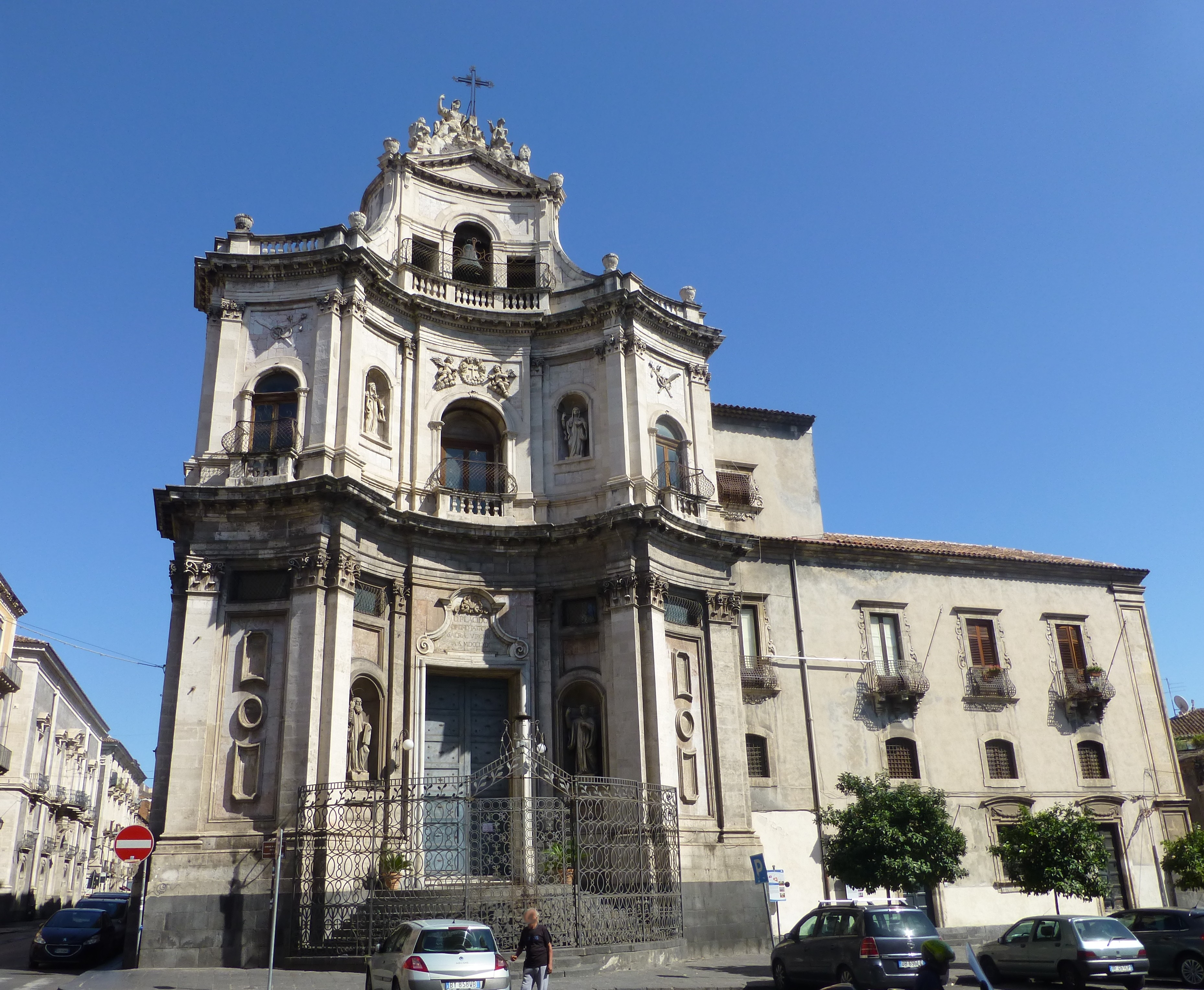
Kostel sv. Placida v Katánii

Placidus se narodil asi v roce 515 v římské patricijské rodině, jeho otcem měl být senátor Tertullus. V mládí se připojil jako jeden z prvních mnichů ke svatému Benediktovi v klášteře v Subiacu, v roce 529 pak komunita mnichů přešla do Montecassina. Uvádí se řada zázračných událostí z jeho života. Například příhoda se džbánem, kdy se při nabírání vody Placidus začal topit, což zpozoroval sv. Benedikt a poslal sv. Maura aby mu pomohl. Maurus svého spolubratra zachránil, a teprve později si uvědomil, že přitom kráčel po vodě. Od této příhody se odvozuje džbán na vodu jako Placidův atribut.
V pozdějších letech byl Placidus vyslán na Sicílii k založení nového kláštera poblíž Messiny. Proslul jako velký modlitebník a asketa. Po několika letech byl tento klášter přepaden piráty, z čehož se někdy dovozuje, že Placidus mohl tehdy zemřít mučednickou smrtí. O případném mučednictví však chybí jakékoliv důkazy, a ani sama katolická církev Placida za mučedníka nepovažuje. Zprávy o mučednictví zřejmě plynou z mylné interpretace skutečnosti, že zhruba 100 let po Placidově smrti jako mučedník zemřel jiný benediktin téhož jména.
Jeho liturgická památka se slaví 5. října, v roce 1969 byla k tomuto datu připojena též památka sv. Maura, původně slavená samostatně v lednu.

## Ikonografie
Bývá vyobrazen jako mnich v černé kutně, s plnovousem a krátce střiženými vlasy s tonzurou, v ruce drží knihu řeholních pravidel sv. Benedikta. Je-li vyobrazen ve dvojici, pak nejčastěji jako reprezentační postava ve dvojici se sv. Maurem, např. barokní sochy na oltáři sv. Benedikta v klášterním kostele sv. Benedikta a Markéty v Břevnově od Matěje Václava Jäckela (1718), nebo na fresce v presbyteriu klášterního kostela sv. Gabriela v Praze. Jindy je sv. Placidus zastoupen v sérii vyobrazení řádových patronů benediktinů, např. mezi reliéfy na čelech barokních chórových lavic klášterního kostela sv. Václava v Broumově. Méně obvyklá je scéna přijetí chlapce Placida do komunity mnichů svatým Benediktem, vyobrazená na mozaice od Desideria Lenze v kryptě klášterního kostela v Monte Cassinu z roku 1896. Na barokním reliéfu z chórové lavice kostela v klášteře Svatého Havla ve Švýcarsku jsou znázorněni chlapci Placidus a Maurus, jak je ke sv. Benediktovi do kláštera přivádějí jejich otcové, senátoři Tertullus a Equitus.
Je-li Placidus představen jako mučedník, pak drží jako svůj atribut meč.

## Památky
Placidus bývá uctíván benediktiny a benediktinkami společně s ostatními řádovými patrony. Kostely jemu zasvěcené byly a jsou vzácné, v Evropě pravděpodobně pouze dva: kostel v Allier ve Francii a v Katánii na Sicílii. Kaplí zasvěcených sv. Placidovi je více, například v kostele sv. Justiny v Padově.